# 张之
张之（1930年1月—2001年1月10日），原名张火望，笔名林元、李泗，男，汉族，北京人，播音员、体育解说员、记者，被称为中国体育解说事业的“开山鼻祖”。

## 生平
张之1930年1月生于北平（今北京），1948年参加工作，1949年1月到济南华东大学（后并入山东大学）学习，3个月后调华延安新华广播电台任播音员。同年春他南下到上海，任上海人民广播电台播音组副组长。
1950年1月，苏联国家男子篮球队到上海访问，这是中华人民共和国成立以后第一支来访的外国球队。当时门票被抢购一空，许多没有买到票的听众纷纷打电话到电台，要求实况转播这次比赛。为了满足听众的要求，上海人民广播电台决定转播这场比赛，并由张之与另一位播音员陈述（后成为著名电影演员）搭档解说，开中国体育解说之先河。
1951年3月，中华人民共和国举行了第一次篮球、排球比赛大会，中华全国体育总会建议中央人民广播电台向全国广播比赛实况。据原央广台长杨兆麟回忆，“我们听说上海有个说球的人，觉得很新鲜，就把他从上海临时请来帮忙，解说广播全国篮排球比赛”，将张之借调到北京，并完成了广播任务。
1953年，张之正式从上海调到中央人民广播电台，从事体育采访报道和实况转播工作，并参与创办《体育节目》。1961年，第26届世乒赛男子团体决赛，中国的徐寅生对阵日本选手星野展弥，比赛最后关头著名的“十二大板”就是由张之解说的。在解说中，张之擅用比喻，如形容张燮林“像海底捞月般的将球一板一板地削过台面，球像轻飞的柳叶准确地落在对方的球台”，形容徐寅生“发球变化莫测，球像鹰一样飞到对方台面”，生动形象，让听众如同身临其境。据张之回忆，在其练习广播球赛遇到困难的时候，也曾从戏剧、曲艺方面寻找借鉴。为了提高解说的速度，张之曾通过学习山东快书、西河大鼓等锻炼口才。张之及其弟子宋世雄等人也奠定了电视尚不普及的年代的“机关枪扫射式”体育解说风格。
20世纪80年代，张之逐渐退居幕后。2001年1月10日21时05分，张之逝世，享年71岁，遗体告别仪式于14日在北京市八宝山殡仪馆举行。